# Omphalea palmata
Espèce
Statut de conservation UICN

 VU B1ab(i,ii,iii,iv)+2ab(i,ii,iii,iv) : Vulnérable
Omphalea palmata est une espèce de plantes à fleurs de la famille des Euphorbiaceae et du genre Omphalea. Elle est endémique de la côte ouest de  Madagascar,. C'est l'une des plantes hôtes des chenilles de Chrysiridia rhipheus.